# Fontclaireau
Fontclaireau ist eine ehemalige französische Gemeinde mit 432 Einwohnern (Stand 1. Januar 2022) im Département Charente in der Region Nouvelle-Aquitaine (vor 2016 Poitou-Charentes). Sie gehört zum Arrondissement Confolens, zum Kanton Boixe-et-Manslois und zum Gemeindeverband Cœur de Charente. Die Einwohner werden Clarifontains und Clarifontainesgenannt.
Der Erlass vom 15. Dezember 2022 legte mit Wirkung zum 1. Januar 2023 die Eingliederung von Fontclaireau als Commune déléguée zusammen mit der früheren Gemeinde Mansle zur neuen Commune nouvelle Mansle-les-Fontaines fest.

## Geographie
Fontclaireau liegt etwa 27 Kilometer nordnordöstlich von Angoulême an der Charente.
Umgeben wird Fontclaireau von den Nachbargemeinden und der Commune déléguée:
| Fontenille                |                                             | Lichères |
|                           | Kompassrose, die auf Nachbargemeinden zeigt | Mouton   |
| Mansle (Commune déléguée) | Puyréaux                                    |          |

## Bevölkerungsentwicklung
| Fontclaireau: Einwohnerzahlen von 1793 bis 2016                                                                            | Fontclaireau: Einwohnerzahlen von 1793 bis 2016 | Fontclaireau: Einwohnerzahlen von 1793 bis 2016 | Fontclaireau: Einwohnerzahlen von 1793 bis 2016 | Fontclaireau: Einwohnerzahlen von 1793 bis 2016 |
| --- | ----------------------------------------------- | ----------------------------------------------- | ----------------------------------------------- | ----------------------------------------------- |
| Jahr |                                                 |                                                 |                                                 | Einwohner                                       |
| 1793 | 1793                                            |                                                 | 527                                             | 527                                             |
| 1800 | 1800                                            |                                                 | 525                                             | 525                                             |
| 1806 | 1806                                            |                                                 | 579                                             | 579                                             |
| 1821 | 1821                                            |                                                 | 590                                             | 590                                             |
| 1831 | 1831                                            |                                                 | 590                                             | 590                                             |
| 1841 | 1841                                            |                                                 | 589                                             | 589                                             |
| 1846 | 1846                                            |                                                 | 606                                             | 606                                             |
| 1851 | 1851                                            |                                                 | 626                                             | 626                                             |
| 1856 | 1856                                            |                                                 | 617                                             | 617                                             |
| 1861 | 1861                                            |                                                 | 560                                             | 560                                             |
| 1866 | 1866                                            |                                                 | 555                                             | 555                                             |
| 1872 | 1872                                            |                                                 | 526                                             | 526                                             |
| 1876 | 1876                                            |                                                 | 552                                             | 552                                             |
| 1881 | 1881                                            |                                                 | 535                                             | 535                                             |
| 1886 | 1886                                            |                                                 | 477                                             | 477                                             |
| 1891 | 1891                                            |                                                 | 411                                             | 411                                             |
| 1896 | 1896                                            |                                                 | 366                                             | 366                                             |
| 1901 | 1901                                            |                                                 | 360                                             | 360                                             |
| 1906 | 1906                                            |                                                 | 315                                             | 315                                             |
| 1911 | 1911                                            |                                                 | 318                                             | 318                                             |
| 1921 | 1921                                            |                                                 | 312                                             | 312                                             |
| 1926 | 1926                                            |                                                 | 275                                             | 275                                             |
| 1931 | 1931                                            |                                                 | 275                                             | 275                                             |
| 1936 | 1936                                            |                                                 | 285                                             | 285                                             |
| 1946 | 1946                                            |                                                 | 285                                             | 285                                             |
| 1954 | 1954                                            |                                                 | 295                                             | 295                                             |
| 1962 | 1962                                            |                                                 | 333                                             | 333                                             |
| 1968 | 1968                                            |                                                 | 354                                             | 354                                             |
| 1975 | 1975                                            |                                                 | 324                                             | 324                                             |
| 1982 | 1982                                            |                                                 | 292                                             | 292                                             |
| 1990 | 1990                                            |                                                 | 300                                             | 300                                             |
| 1999 | 1999                                            |                                                 | 360                                             | 360                                             |
| 2006 | 2006                                            |                                                 | 358                                             | 358                                             |
| 2011 | 2011                                            |                                                 | 410                                             | 410                                             |
| 2016 | 2016                                            |                                                 | 435                                             | 435                                             |
| Quelle(n): EHESS/Cassini bis 1999, INSEE ab 2006 Anmerkung(en): Ab 1962 offizielle Zahlen ohne Einwohner mit Zweitwohnsitz |                                                 |                                                 |                                                 |                                                 |

## Sehenswürdigkeiten

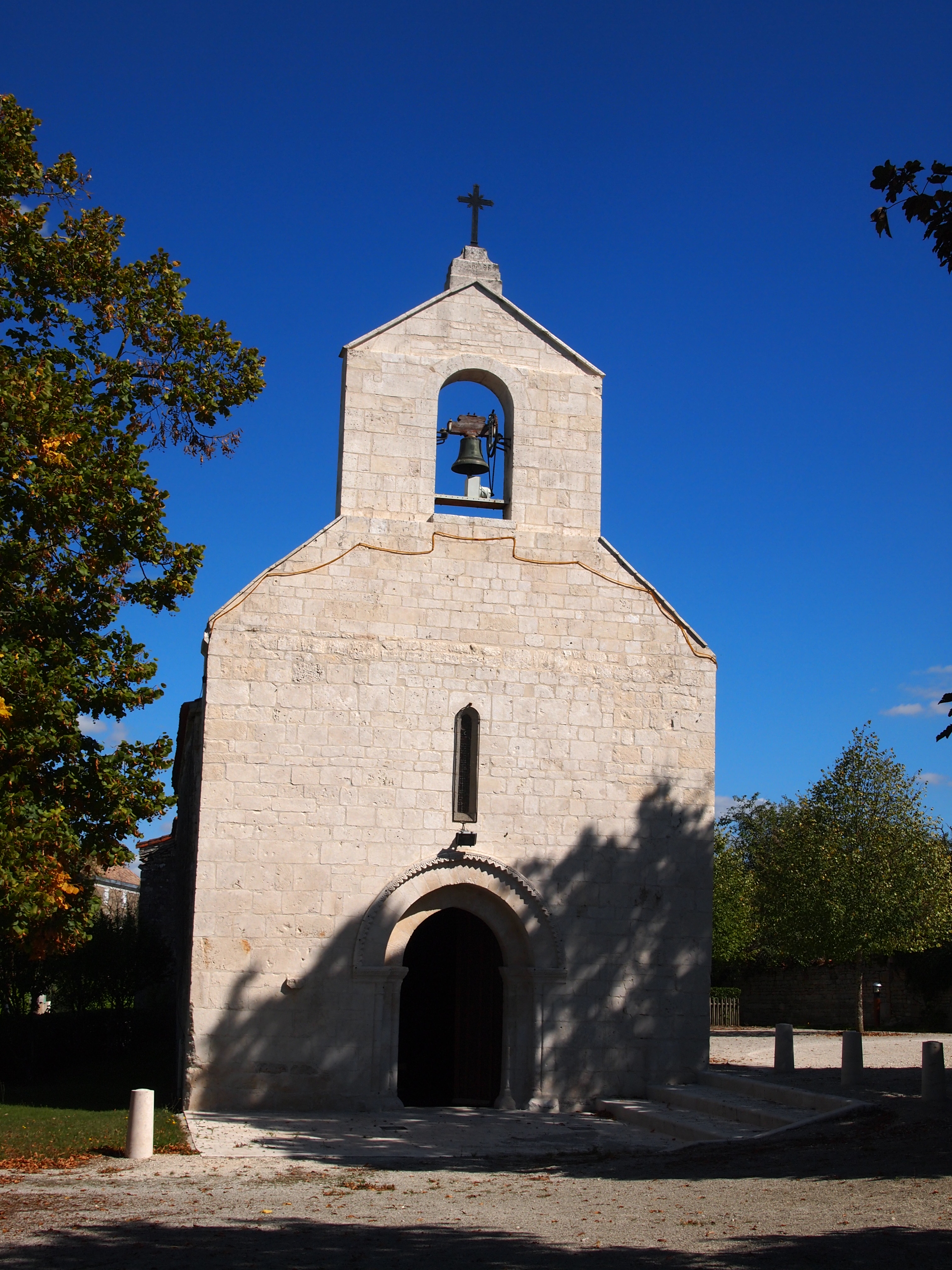
Pfarrkirche Saint-Pierre-ès-Liens

- Pfarrkirche Saint-Pierre-ès-Liens